# Ramzi Garmou
Ramzi Garmou (* 5. Februar 1945 in Zaxo, Irak) ist ein irakischer Geistlicher und emeritierter chaldäisch-katholischer Erzbischof von Diyarbakır.

## Leben
Ramzi Garmou empfing am 13. Januar 1977 das Sakrament der Priesterweihe für die Erzeparchie Teheran. 
Am 5. Mai 1995 ernannte ihn Papst Johannes Paul II. zum Koadjutorerzbischof von Teheran. Der chaldäisch-katholische Patriarch von Babylon, Raphael I. Bidawid, spendete ihm am 25. Februar 1996 die Bischofsweihe; Mitkonsekratoren waren der Erzbischof von Teheran, Youhannan Semaan Issayi, und der Erzbischof von Urmia, Thomas Meram. Am 7. Februar 1999 wurde Ramzi Garmou in Nachfolge des verstorbenen Youhannan Semaan Issayi Erzbischof von Teheran. 
Er war von 2007 bis 2011 Vorsitzender der Iranischen Bischofskonferenz. Vom 20. Juli 2013 bis zum 19. November 2016 war er außerdem Apostolischer Visitator für die in Europa lebenden chaldäischen Christen. Von 2015 bis 2018 war er erneut Vorsitzender der Iranischen Bischofskonferenz.
Am 22. Dezember 2018 gab der Heilige Stuhl seine Ernennung zum Erzbischof von Diyarbakır durch den Patriarchen von Babylon, Louis Raphaël I. Kardinal Sako, bekannt. Von diesem Amt trat er im Jahr 2022 aus Altersgründen zurück.